# This Wasn't Meant for You Anyway
This Wasn't Meant for You Anyway é o segundo álbum de estúdio da cantora e compositora inglesa Lola Young. Foi lançado em 21 de junho de 2024 pela Island Records. É o antecessor do seu álbum de 2023, My Mind Wanders and Sometimes Leaves Completely.

## Lista de faixas
Lista de faixas de This Wasn't Meant for You Anyway
| N.º            | Título               | Producer(s)                                      | Duração |  |
| 1.             | "Good Books"         | Buddy Ross Carter Lang Solomonophonic Manuka [a] |         |  |
| 2.             | "Wish You Were Dead" | Matt Zara Solomonophonic Manuka                  |         |  |
| 3.             | "Big Brown Eyes"     | Solomonophonic Manuka                            |         |  |
| 4.             | "Conceited"          | Solomonophonic Manuka [a]                        |         |  |
| 5.             | "Messy"              | Lang Monsune Solomonophonic Manuka               |         |  |
| 6.             | "Walk on By"         | Solomonophonic Manuka                            |         |  |
| 7.             | "You Noticed"        | Solomonophonic Manuka                            |         |  |
| 8.             | "Crush"              | Solomonophonic Manuka                            |         |  |
| 9.             | "Fuck"               | Solomonophonic Manuka [a]                        |         |  |
| 10.            | "Intrusive Thoughts" | Solomonophonic Cass Lowe                         |         |  |
| 11.            | "Outro"              | Young                                            |         |  |
| Duração total: | Duração total:       | Duração total:                                   | 38:07   |  |

Notas
- ↑[a]  indica um produtor adicional

## Produção

### Músicos
- Lola Young – vocais
- Jared Solomon – baixo (faixas 1–3, 5, 6, 8), sintetizador (1–3, 6, 9), programação (1, 5, 6, 9), guitarra elétrica (2, 3, 5, 6, 8), bateria (2, 3, 9) e baixo acústico (7)
- Conor Dickinson – guitarra elétrica (faixas 1, 2, 4, 9), percussão (4), violão (5, 7), contrabaixo elétrico (5) e baixo (9)
- Will Brown – teclado (faixas 1, 5), órgão (1, 7), sintetizador (2, 3, 5, 9), bateria (2, 4, 6, 9); baixo, guitarra elétrica (2); piano (3, 6)
- Carter Lang – baixo, bateria (faixa 1); guitarra elétrica, teclado, percussão, sintetizador (5)
- Buddy Ross – programação, sampler, sintetizador (faixa 1)
- Matt Zara – guitarra elétrica, piano, programação, sintetizador (faixa 2)
- Monsune – teclados, programação (faixa 5)
- Cass Lowe – guitarra elétrica, programação (faixa 10)

### Técnico
- Dale Becker – masterização (faixas 1–10)
- Jasper Ward – masterização (faixa 11)
- Nathan Phillips – mixagem (faixas 1–9)
- David Wrench – mixagem (faixa 10)
- Jared Solomon – engenharia (faixa 2)
- Nate Mingo – assistente de masterização (faixa 4)

### Visuais
- Studio Island – design gráfico
- Sophie Jones – material promocional e fotos

## Desempenho
| Desempenho (2024–2025)                                  | Posição |
| ------------------------------------------------------- | ------- |
| Alemanha (Offizielle Top 100)                           | 12      |
| Áustria (Ö3 Austria)                                    | 43      |
| Bélgica (Ultratop de Flandres)                          | 25      |
| Bélgica (Ultratop de Valônia)                           | 27      |
| Canadá (Billboard)                                      | 38      |
| Dinamarca (Hitlisten)                                   | 28      |
| Escócia (OCC)                                           | 6       |
| Estados Unidos (Billboard)                              | 64      |
| Álbuns estadunidenses de Rock & Alternativo (Bilbboard) | 8       |
| França (SNEP)                                           | 41      |
| Álbuns Franceses de Rock & Metal (SNEP)                 | 3       |
| Reino Unido (OCC)                                       | 16      |
| Suíça (Schweizer Hitparade)                             | 53      |